# 北榮教會
台灣基督長老教會北榮教會位於嘉義市西區，是台灣基督長老教會嘉義中會東區所轄的教會之一，母會為西門教會。

## 歷史
北榮教會為嘉義市第三間教會，由西門教會於1953年2月分設而出，同年十月並向博愛教會創始人、博愛國小共同創辦人、林商號董事長林歡邦長老以半價購得今日西榮街之禮拜堂用地；隔年升格為堂會，並於1955年建成第一代禮拜堂、1985年興建福音館，1992年11月22日，今日之禮拜堂獻堂。1995年，分設加恩教會，並轉移部分會友至加恩。

## 歷任牧者
| 任別       | 姓名   | 上任日期 | 離任日期 | 備註                             |
| ---------- | ------ | -------- | -------- | -------------------------------- |
| 第一任牧師 | 江進發 |          |          | 本會創立後第一位派駐於本會傳道者 |
| 牧師       | 李豐盛 |          |          | 現任，曾任職於七星中會金包里教會   |

## 交通
嘉義捷運藍線B01嘉義車站（規劃中）：車站約位於北興陸橋南側，為大嘉義離捷運站最近的教會，步行約5分鐘即可抵達。
嘉義車站
嘉義市公車
| 編號               | 經營業者 | 路線                                                         | 停靠站     |
| ------------------ | -------- | ------------------------------------------------------------ | ---------- |
| 中山幹線（綠線）   | 國光客運 | 嘉義市公車中山幹線 （大富路－嘉義大學蘭潭校區）              | 彰化銀行   |
| 中山幹線A（綠A線） | 國光客運 | 嘉義市公車中山幹線A （二二八國家紀念公園－嘉義大學蘭潭校區） | 彰化銀行   |
| 樂活1路            | 捷乘交通 | 樂活1路 （榮民醫院長照點－濟美仁愛之家）                     | 盧亞人醫院 |

嘉義客運中山站

## 周邊
- 嘉義車站
- 嘉義客運嘉義總站
- 北興陸橋
- 嘉義市第三信用合作社北興分社
- 玉山銀行嘉義分行
- 玉山證券嘉義分公司
- 中國信託嘉義分行

## 外部連結
1. ↑  .   [2021-08-31]. （原始内容存档于2021-08-30）.
2. ↑  .   [2021-09-06]. （原始内容存档于2021-08-30）.
3. ↑  .   [2021-08-31]. （原始内容存档于2021-08-31）.